# Cabirol de Sibèria
El cabirol de Sibèria (Capreolus pygargus) és una espècie de Capreolus que viu al nord-est d'Àsia. A més de Sibèria, es troba al Kazakhstan, les muntanyes Tian Shan, l'est del Tibet, la península de Corea i el nord-est de la Xina. A més, fou introduït a Anglaterra a la primera meitat del segle xx.